# Resan till julstjärnan (film, 2012)
Resan till julstjärnan (norska: Reisen til julestjernen) är en norsk äventyrsfilm från 2012 regisserad av Nils Gaup. Filmen bygger på pjäsen Reisen til Julestjernen från 1924 och anses vara en nyinspelning av filmen fra 1976. Huvudrollerna spelas av Vilde Marie Zeiner, Agnes Kittelsen och Anders Baasmo Christiansen.
Filmen blev en stor publiksuccé och sågs totalt av mer än 443 000 personer, detta gjorde den til den femte mest sedda filmen på norsk bio 2012.

## Handling
En gång för länge sen försvann kungens enda dotter, Guldlock, när hon letade efter Julstjärnan i skogen. En kort tid senare dör drottningen, på grund av förlusten av deras dotter. Den förtvivlade kungen förbannar Julstjärnan, så att mörker och sorg sänker sig över kungariket.
Men en kväll kommer en gammal vis man till det kungaslottet, och berättar för kungen att han kan få Julstjärnan att lysa igen - inom 10 julaftnar - ska Guldlock komma tillbaka till dem igen. Men nu har det gått nio år, och den här julen blir därför kungens allra sista hopp för att hitta Julstjärnan i tid.

## Rollista
- Vilde Marie Zeiner – Sonja
- Agnes Kittelsen – häxan Melssahya
- Stig-Werner Moe – greven Uldrich
- Anders Baasmo Christiansen – kungen
- Jakob Oftebro – Ole
- Evy Kasseth Røsten – Petrine
- Eilif Hellum Noraker – Mose
- Andreas Cappelen – tomtefar
- Kristin Zachariassen – tomtemor
- Knut Walle – jultomten
- Sofie Asplin – Kristen
- Jarl Goli – stjärntydaren
- Vera Rudi – rövarflicka